# Milonita
La milonita es una roca metamórfica de grano fino formado por milonitización, un tipo de metamorfismo dinámico en el que el tamaño de grano de una roca es disminuido por cizallamiento dúctil. Una filonita es una milonita rica en mica.

## Proceso de formación
La milonitización ocurre a profundidades de más de 10 km bajo tierra, donde los minerales recristalizan en tamaños menores. Los minerales más resistentes, como el feldespato potásico, pueden recristalizar como porfiroclastos. En las milonitas rara vez se forman minerales nuevos. La tensión cortante puede resultar en la formación de foliación oblicua en milonitas. Esto ocurre cuando los granos de la matriz se reorientan sin recristalizar.
Según el porcentaje de matriz se distinguen protomilonitas (<50%), mesomilonitas (50 a 90%) y ultramilonitas (>90%). En las milonitas propiamente dichas los granos de la matriz son menores a 0.05 mm y en las ultramilonitas menores a 0.01 mm.
Si el cizallamiento es extremo puede haber fusión, formándose pseudotaquilita.